# Малиоя
Малиоя — река в России, протекает по территории Питкярантского района Карелии. Устье реки находится в 7,5 км от устья реки Хихнийоки по правому берегу. Длина реки — 4 км.
Река образуется слиянием притоков Пирсканоя и Рутуноя.

## Данные водного реестра
По данным государственного водного реестра России относится к Балтийскому бассейновому округу, водохозяйственный участок реки — Водные объекты бассейна оз. Ладожское без рр. Волхов, Свирь и Сясь, речной подбассейн реки — Нева и реки бассейна Ладожского озера (без подбассейна Свирь и Волхов, российская часть бассейнов). Относится к речному бассейну реки Нева (включая бассейны рек Онежского и Ладожского озера).
Код объекта в государственном водном реестре — 01040300212102000011112.